# Hoàng Thao
Hoàng Thao (1922 – 2004) là một trung tướng Công an nhân dân Việt Nam, nguyên Thứ trưởng Bộ Công an.